# Сака (Бреша)
Сака је насеље у Италији у округу Бреша, региону Ломбардија.
Према процени из 2011. у насељу је живело 1323 становника. Насеље се налази на надморској висини од 237 м.